# Espace Kakandé
Pour les articles homonymes, voir Espace.
Radio Espace Kakandé est une station de radio généraliste privée basée en Guinée à Boké.
Elle fait partir du groupe Hadafo Médias de Lamine Guirassy,.

## Historique

### Historique des directeurs
- Basékou Dramé ( ? - 5 janvier 2021) [4] ;
- Fodé Oumar Camara depuis le 5 janvier 2021.

## Fermeture
Le 23 mai 2024, la fréquence d'exploitation de la radio 99,7 MHz a été retirée par l'ARPT, une suite logique du retrait de la licence de la radio mère Espace FM le 22 mai.